# Співучі дзвіночки
«Співу́чі дзвіно́чки» (англ. The Singing Bell) — науково-фантастичний детектив американського письменника  Айзека Азімова, вперше опублікований у січні 1955 року журналом «The Magazine of Fantasy and Science Fiction». Оповідання увійшло до збірки «Детективи Азімова» (1968).

## Сюжет
Майстерний злочинець Луї Пейтон щороку проводить весь серпень ізольовано на своєму ранчо в штаті Колорадо. Одного року він порушує свою традицію і таємно вирушає з іншим злочинцем Альбертом Корнвелом на Місяць, щоб знайти прихований скарб — «співучі дзвоники», рідкісні місячні мінерали, які при правильній огранці видають чарівні звуки. Після знаходження скарбу, він вбиває спільника і повертається на своє ранчо.
Поліція просить Вендела Ерса допомогти їм довести, що Пейтон був на Місяці, щоб вони могли застосувати до нього психозондування. За законом, особа може бути підданою психозондуванню тільки при наявності вагомих доказів і тільки раз у житті, тому поліція не хоче змарнувати свій шанс.
Під час розмови Ерс кидає Пейтону в руки свій власний дефектний екземпляр «співучого дзвоника» для ознайомлення, а потім просить кинути його назад. Пейтон, не відвиклий від низької місячної гравітації, слабо кидає дзвоник і він розбивається об підлогу.
Пейтону призначають психозондування, а Ерс просить у винагороду один із викрадених «співучих дзвоників».